# Grand Prix de Wallonie 2021
La 61e édition du Grand Prix de Wallonie a lieu le 15 septembre 2021. Elle fait partie du calendrier UCI ProSeries 2021 en catégorie 1.Pro.
L'édition de 2020 a été annulée à cause de la pandémie de Covid-19.

## Présentation

### Parcours
Le départ de cette édition est donné à Aywaille et l'arrivée a lieu au sommet de la citadelle de Namur.

### Équipes
Vingt équipes participent à ce Grand Prix de Wallonie : neuf équipes UCI ProTeams, sept équipes continentales professionnelles et quatre équipes continentales.
| WorldTeams (9)- Israel Start-Up Nation - AG2R Citroën Team - Bora-Hansgrohe - Cofidis - EF Education-Nippo - Intermarché-Wanty-Gobert Matériaux - Lotto Soudal - Team DSM - Qhubeka NextHash ProTeams (7)- Alpecin-Fenix - B&B Hotels p/b KTM - Bingoal Pauwels Sauces WB - Sport Vlaanderen-Baloise - Arkéa-Samsic - TotalEnergies - Uno-X Pro Cycling Team Équipes continentales (4)- Hagens Berman Axeon - Riwal - Tarteletto-Isorex - Xelliss-Roubaix Lille Métropole |
| |

## Classements

### Classement final
| \| Classement général \| Classement général \| Classement général \| Classement général \| Classement général \| \| Coureur \| Coureur \| Pays \| Équipe \| Temps \| \| ------------------ \| ------------------ \| ------------------ \| ---------------------- \| ------------------ \| \| 1er \| Christophe Laporte \| France \| Cofidis \| 4 h 59 min 57 s \| \| 2e \| Warren Barguil \| France \| Arkéa-Samsic \| + 0 s \| \| 3e \| Tosh Van der Sande \| Belgique \| Lotto-Soudal \| + 0 s \| \| 4e \| Dorian Godon \| France \| AG2R Citroën Team \| + 0 s \| \| 5e \| Gianni Vermeersch \| Belgique \| Alpecin-Fenix \| + 0 s \| \| 6e \| Rasmus Tiller \| Norvège \| Uno-X Pro Cycling Team \| + 0 s \| \| 7e \| Patrick Konrad \| Autriche \| Bora-Hansgrohe \| + 0 s \| \| 8e \| Tom Van Asbroeck \| Belgique \| Israel Start-Up Nation \| + 0 s \| \| 9e \| Tiesj Benoot \| Belgique \| Team DSM \| + 0 s \| \| 10e \| Dimitri Claeys \| Belgique \| Qhubeka NextHash \| + 0 s \| |                    |          |                        |                 |
| |                    |          |                        |                 |
| Source : ProCyclingStats |                    |          |                        |                 |
| Classement général |                    |          |                        |                 |
| Coureur | Coureur            | Pays     | Équipe                 | Temps           |
| 1er | Christophe Laporte | France   | Cofidis                | 4 h 59 min 57 s |
| 2e | Warren Barguil     | France   | Arkéa-Samsic           | + 0 s           |
| 3e | Tosh Van der Sande | Belgique | Lotto-Soudal           | + 0 s           |
| 4e | Dorian Godon       | France   | AG2R Citroën Team      | + 0 s           |
| 5e | Gianni Vermeersch  | Belgique | Alpecin-Fenix          | + 0 s           |
| 6e | Rasmus Tiller      | Norvège  | Uno-X Pro Cycling Team | + 0 s           |
| 7e | Patrick Konrad     | Autriche | Bora-Hansgrohe         | + 0 s           |
| 8e | Tom Van Asbroeck   | Belgique | Israel Start-Up Nation | + 0 s           |
| 9e | Tiesj Benoot       | Belgique | Team DSM               | + 0 s           |
| 10e | Dimitri Claeys     | Belgique | Qhubeka NextHash       | + 0 s           |

## Liste des participants
Liste des participants sur le site officiel.